# Armeniska SSR
Armeniska socialistiska sovjetrepubliken, förkortat Armeniska SSR, var Armeniens namn som sovjetrepublik. Delstaten upptogs i Sovjetunionen 1936 från den sovjetiska delstaten Transkaukasiska SFSR när denna upplöstes och till vilken Armenien varit ansluten sedan 1922.

## Historik
Under slutet av 1980-talet började en väpnad konflikt med Azerbajdzjanska SSR över området Nagorno Karabach.
Efter en folkomröstning den 21 september 1991 där 99,51 % av rösterna var för självständighet, utropades den självständiga nationen Republiken Armenien.